# Ryparosa scortechinii
Ryparosa scortechinii är en tvåhjärtbladig växtart som beskrevs av George King. Ryparosa scortechinii ingår i släktet Ryparosa och familjen Achariaceae. Inga underarter finns listade i Catalogue of Life.